# István király
István király (Kung István eller Kung Stefan) är en opera av den ungerske kompositören Ferenc Erkel. Den är baserad på händelser i Kung Stefan I:s liv. Den hade urpremiär 1886.